# Xaliproden
Xaliproden (tên mã SR57746) là một loại thuốc hoạt động như một chất chủ vận 5HT1A. Nó có tác dụng kích thích thần kinh và bảo vệ thần kinh trong ống nghiệm, và đã được đề xuất sử dụng trong điều trị một số bệnh thoái hóa thần kinh bao gồm bệnh xơ cứng teo cơ bên trái (ALS)  và bệnh Alzheimer.
Việc phát triển xaliproden cho hai chỉ định này đã bị ngừng vào năm 2007 sau khi phân tích dữ liệu Giai đoạn III. Mặc dù thuốc đã cho thấy ảnh hưởng đến thể tích hồi hải mã (cho thấy có lẽ làm chậm sự mất tế bào), nhưng không đủ bằng chứng về hiệu quả trong việc chống lại sự suy giảm nhận thức liên quan đến Alzheimer. Tương tự như vậy trong khi có một số chỉ số về hiệu quả trong ALS, bao gồm một tác dụng nhỏ nhưng đáng chú ý về mặt lâm sàng đối với một số thông số chức năng, lợi ích chung không đạt được ý nghĩa thống kê khi kết quả trong một số thử nghiệm pha III được tính trung bình. Xaliproden vẫn đang được điều tra để điều trị bệnh thần kinh ngoại biên do hóa trị liệu.